# لیگ برتر فوتبال انگلستان ۱۰–۲۰۰۹
لیگ برتر فوتبال انگلستان ۱۰–۲۰۰۹ هجدهمین دوره لیگ برتر فوتبال انگلستان است که با حضور ۲۰ تیم برگزار شده است.
باشگاه فوتبال چلسی با ۸۶ امتیاز، باشگاه فوتبال منچستر یونایتد با ۸۵ امتیاز و باشگاه فوتبال آرسنال با ۷۵ امتیاز مقام‌های اول تا سوم را کسب کردند.

## جدول مسابقات
| رتبه | تیم                              | بازی | برد | مساوی | باخت | گل زده | گل خورده | گل تفاضل | امتیاز | صعود یا سقوط                                               |
| ---- | -------------------------------- | ---- | --- | ----- | ---- | ------ | -------- | -------- | ------ | ---------------------------------------------------------- |
| ۱    | باشگاه فوتبال چلسی (C)           | ۳۸   | ۲۷  | ۵     | ۶    | ۱۰۳    | ۳۲       | ۷۱+      | ۸۶     | Qualification for the لیگ قهرمانان اروپا ۱۱–۲۰۱۰           |
| ۲    | باشگاه فوتبال منچستر یونایتد     | ۳۸   | ۲۷  | ۴     | ۷    | ۸۶     | ۲۸       | ۵۸+      | ۸۵     | Qualification for the لیگ قهرمانان اروپا ۱۱–۲۰۱۰           |
| ۳    | باشگاه فوتبال آرسنال             | ۳۸   | ۲۳  | ۶     | ۹    | ۸۳     | ۴۱       | ۴۲+      | ۷۵     | Qualification for the لیگ قهرمانان اروپا ۱۱–۲۰۱۰           |
| ۴    | باشگاه فوتبال تاتنهام هاتسپر     | ۳۸   | ۲۱  | ۷     | ۱۰   | ۶۷     | ۴۱       | ۲۶+      | ۷۰     | Qualification for the لیگ قهرمانان اروپا ۱۱–۲۰۱۰           |
| ۵    | باشگاه فوتبال منچستر سیتی        | ۳۸   | ۱۸  | ۱۳    | ۷    | ۷۳     | ۴۵       | ۲۸+      | ۶۷     | Qualification for the Europa League play-off round         |
| ۶    | باشگاه فوتبال استون ویلا         | ۳۸   | ۱۷  | ۱۳    | ۸    | ۵۲     | ۳۹       | ۱۳+      | ۶۴     | Qualification for the Europa League play-off round         |
| ۷    | باشگاه فوتبال لیورپول            | ۳۸   | ۱۸  | ۹     | ۱۱   | ۶۱     | ۳۵       | ۲۶+      | ۶۳     | Qualification for the Europa League third qualifying round |
| ۸    | باشگاه فوتبال اورتون             | ۳۸   | ۱۶  | ۱۳    | ۹    | ۶۰     | ۴۹       | ۱۱+      | ۶۱     |                                                            |
| ۹    | باشگاه فوتبال بیرمنگام سیتی      | ۳۸   | ۱۳  | ۱۱    | ۱۴   | ۳۸     | ۴۷       | ۹−       | ۵۰     |                                                            |
| ۱۰   | باشگاه فوتبال بلکبرن روورز       | ۳۸   | ۱۳  | ۱۱    | ۱۴   | ۴۱     | ۵۵       | ۱۴−      | ۵۰     |                                                            |
| ۱۱   | باشگاه فوتبال استوک سیتی         | ۳۸   | ۱۱  | ۱۴    | ۱۳   | ۳۴     | ۴۸       | ۱۴−      | ۴۷     |                                                            |
| ۱۲   | باشگاه فوتبال فولام              | ۳۸   | ۱۲  | ۱۰    | ۱۶   | ۳۹     | ۴۶       | ۷−       | ۴۶     |                                                            |
| ۱۳   | باشگاه فوتبال ساندرلند           | ۳۸   | ۱۱  | ۱۱    | ۱۶   | ۴۸     | ۵۶       | ۸−       | ۴۴     |                                                            |
| ۱۴   | باشگاه فوتبال بولتون واندررز     | ۳۸   | ۱۰  | ۹     | ۱۹   | ۴۲     | ۶۷       | ۲۵−      | ۳۹     |                                                            |
| ۱۵   | باشگاه فوتبال ولورهمپتون واندررز | ۳۸   | ۹   | ۱۱    | ۱۸   | ۳۲     | ۵۶       | ۲۴−      | ۳۸     |                                                            |
| ۱۶   | باشگاه فوتبال ویگان اتلتیک       | ۳۸   | ۹   | ۹     | ۲۰   | ۳۷     | ۷۹       | ۴۲−      | ۳۶     |                                                            |
| ۱۷   | باشگاه فوتبال وستهام یونایتد     | ۳۸   | ۸   | ۱۱    | ۱۹   | ۴۷     | ۶۶       | ۱۹−      | ۳۵     |                                                            |
| ۱۸   | باشگاه فوتبال برنلی (R)          | ۳۸   | ۸   | ۶     | ۲۴   | ۴۲     | ۸۲       | ۴۰−      | ۳۰     | Relegation to the Football League Championship             |
| ۱۹   | باشگاه فوتبال هال سیتی (R)       | ۳۸   | ۶   | ۱۲    | ۲۰   | ۳۴     | ۷۵       | ۴۱−      | ۳۰     | Relegation to the Football League Championship             |
| ۲۰   | باشگاه فوتبال پورتسموث (R)       | ۳۸   | ۷   | ۷     | ۲۴   | ۳۴     | ۶۶       | ۳۲−      | ۱۹     | Relegation to the Football League Championship             |

1. ↑  Since Manchester United فینال جام اتحادیه فوتبال انگلستان ۲۰۱۰ the League Cup and then qualified for the Champions League, their spot in the Europa League was passed down to the 6th-placed team. The 6th-placed Aston Villa was coincidentally also the League Cup runners-up.
2. ↑  Originally Portsmouth qualified for the third qualifying round of the Europa League as the FA Cup فینال جام حذفی فوتبال انگلستان ۲۰۱۰, replacing the winners, Champions League-qualified Chelsea. However, they failed to apply for a UEFA license. Therefore, Liverpool as the best placed team not qualified for the European competitions took their place.
3. ↑  Portsmouth were docked nine points for entering administration.[۱]

## بهترین گلزنان
| رتبه | بازیکن            | باشگاه         | Goals |
| ---- | ----------------- | -------------- | ----- |
| ۱    | دیدیه دروگبا      | چلسی           | ۲۹    |
| ۲    | وین رونی          | منچستر یونایتد | ۲۶    |
| ۳    | دارن بنت          | ساندرلند       | ۲۴    |
| ۴    | کارلوس توس        | منچستر سیتی    | ۲۳    |
| ۵    | فرانک لمپارد      | چلسی           | ۲۲    |
| ۶    | فرناندو تورس      | لیورپول        | ۱۸    |
| ۶    | جرمین دفو         | تاتنهام        | ۱۸    |
| ۸    | سسک فابرگاس       | آرسنال         | ۱۵    |
| ۹    | امانوئل آدبایور   | منچستر سیتی    | ۱۴    |
| ۱۰   | گابریل آگبونلاهور | استون ویلا     | ۱۳    |
| ۱۰   | لوئیس ساها        | اورتون         | ۱۳    |